# Anna Pietuszko-Wdowińska
Anna Pietuszko-Wdowińska (* 1959, Varšava) je polská editorka novinářských fotografií, fotografka a lektorka. Ve spojení s NSZZ „Solidarita“ v regionu Mazowsze, bývalá šéfredaktorka fotografické agentury PAP.

## Životopis
Narodila se v roce 1959 ve Varšavě. V roce 1979 začala studovat na postsekundárním fototechnickém ateliéru ve Spokojné ulici ve Varšavě. Tuto školu absolvovala v roce 1981.
V roce 1981 zahájila svou činnost jako fotoreportérka na plný úvazek Mazowského regionu NSZZ „Solidarność“, kde fotografovala pochody a stávky organizované demokratickou opozicí v Polské lidové republice. Během let stanného práva zůstala zapojena do fungování opozičních organizací a redakcí, jako je Inter-Enterprise Workers' Committee of "Solidarity". Byla také spoluautorkou Být poražen a nepodlehnout vítězství - prvního fotoalba vydaného ve druhé tiráži. Zabývala se také sítotiskem, vydávala známky a pohlednice, mimo jiné pro československé opozičníky Václava Havla a Chartu 77. Jako členka tiskového týmu Solidarity fotografovala jednání u kulatého stolu. V roce 1989 se stala fotoreportérkou Občanského poslaneckého klubu, rok a půl fotografovala práci v Sejmu.
V pozdějších letech byla vedoucí fotografického oddělení v Życie Warszawy, později v Życie. Z Życie přešla do PAP, kde se stala šéfredaktorkou a poté přijala pozici hlavní vedoucí fotoagentury internetové stránky Wirtualna Polska.
Vyučovala fotožurnalistiku na Vyšší odborné škole žurnalistiky. Melchior Wańkowicz ve Varšavě.
Některé její fotografie jsou k vidění v agentuře FORUM a sbírce Centra KARTA.
Ministr kultury ji udělil řád za propagaci nezávislé kultury.

## Výstavy

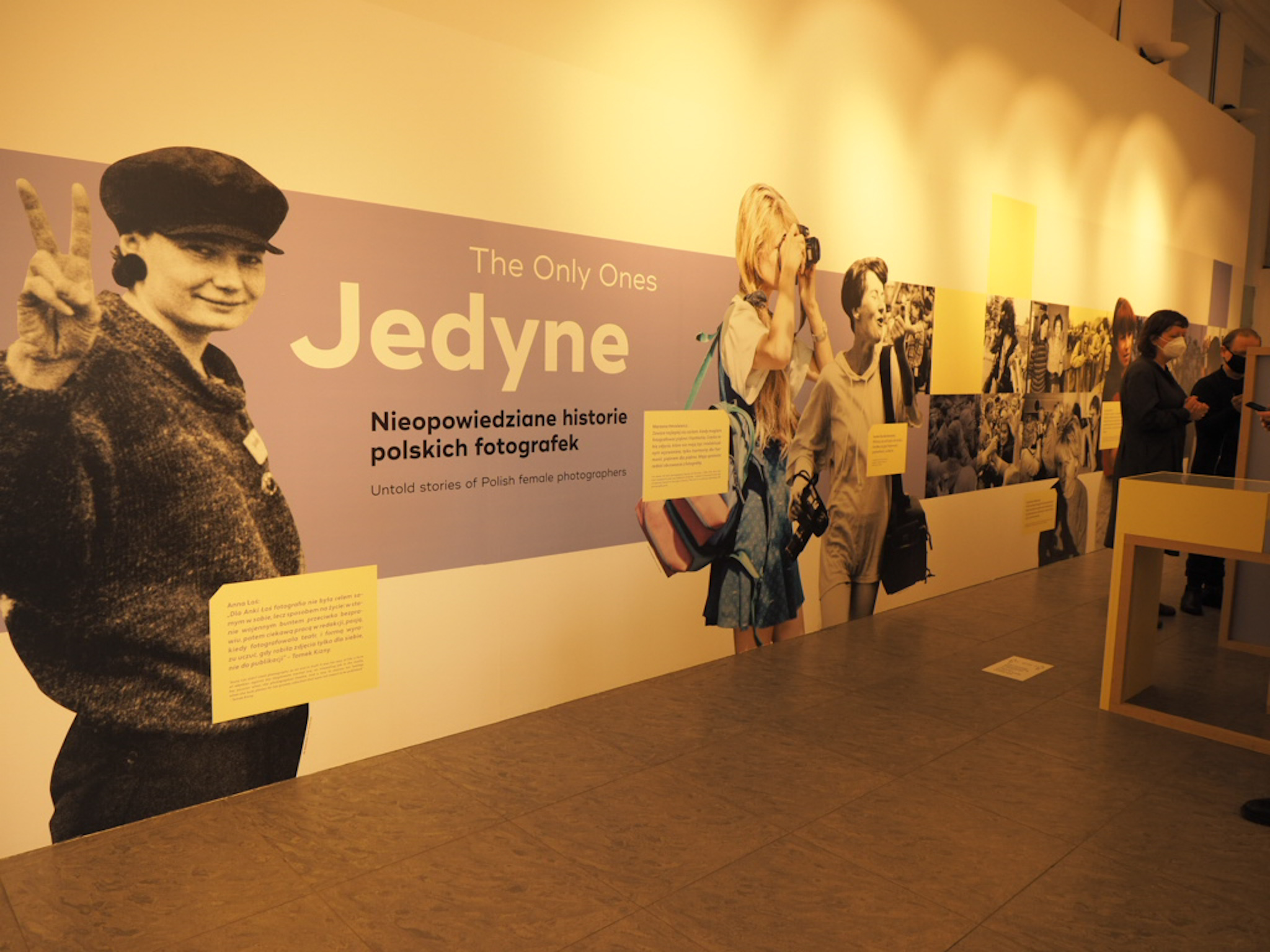
Výstava Jedyne. Nieopowiedziane historie polskich fotografek, Dom Spotkań z Historią, 2021

Na přelomu let 2021 a 2022 uspořádal Dom Spotkań z Historią ve Varšavě výstavu Jedyne. Nieopowiedziane historie polskich fotografek (Unikátní. Nevyprávěné příběhy polských fotografek), která doprovázela stejnojmennou knihu. Výstavu tvořilo téměř 150 fotografií třinácti polských fotografek, které v 70.–90. letech byly často jedinými ženami v mužských týmech nebo pracovaly samostatně. Autorky se zabývaly různými druhy fotografie. Pracovaly také jako fotoeditorky nebo byly vedoucími fotografických oddělení v redakcích novin. Publikovaly v uznávaných polských i zahraničních tiskových titulech, prezentovaly fotografie v albech a na výstavách a pro mnohé z nich byla fotografie životním stylem. Byly to například: Anna Beata Bohdziewiczová, Iwona Burdzanowska, Joanna Helanderová, Anna Pietuszko-Wdowińska, Marzena Hmielewiczová, Anna Michalak-Pawłowska, Anna Musiałówna, Maja Sokołowska nebo Anna Łośová.